# Unidad Turística Chapadmalal

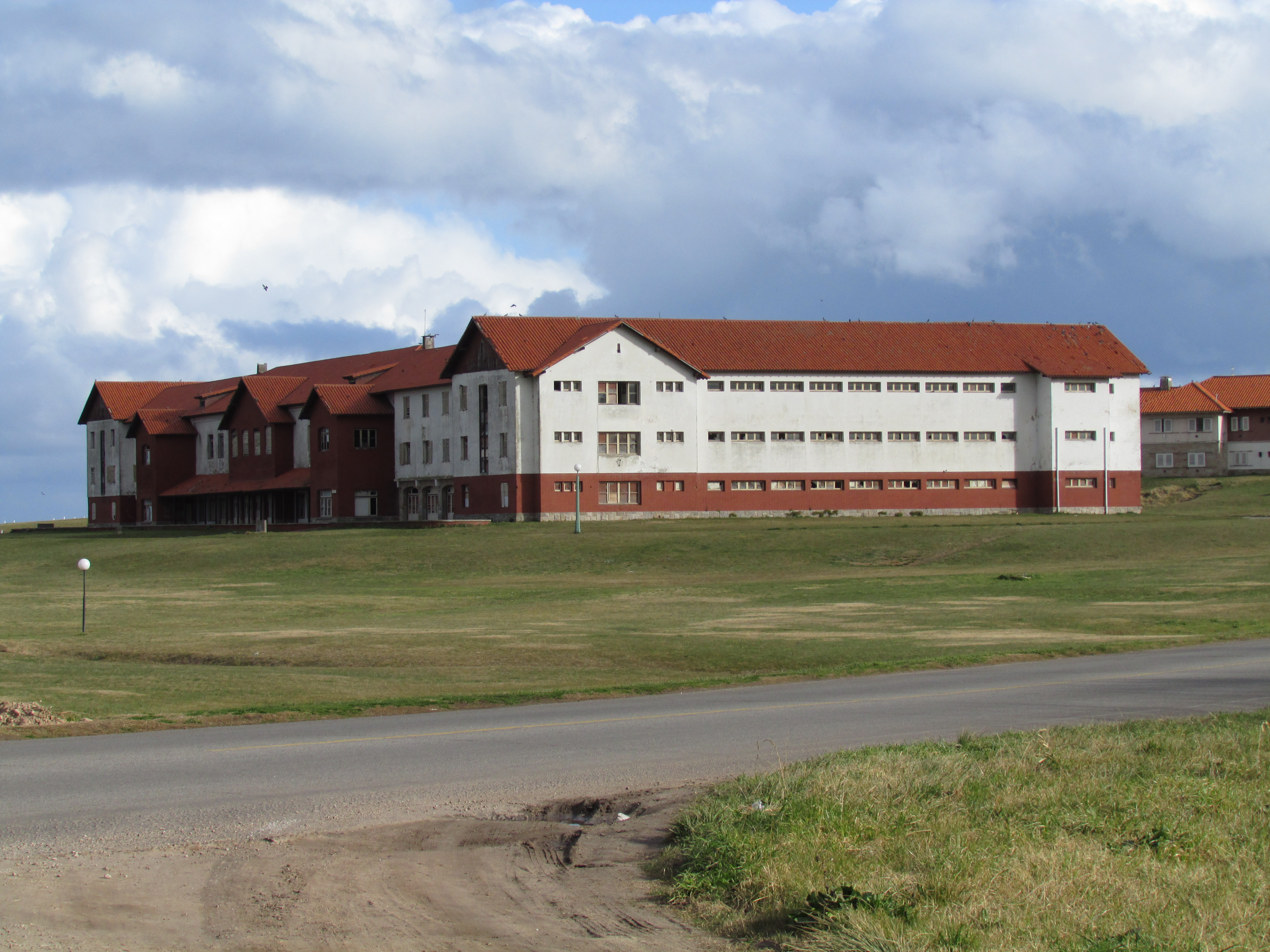
Vista del hotel Nº 3

La Unidad Turística Chapadmalal es un complejo hotelero del Ministerio de Turismo y Deportes de la República Argentina, emplazado en el municipio de General Pueyrredón, Buenos Aires, Argentina.
Su construcción comenzó en el año 1945 y fue impulsada por la Fundación Eva Perón con el objetivo de desarrollar el turismo social en el país. El Complejo Unidad Turística de Chapadmalal ha sido declarado monumento histórico nacional por el Decreto N° 784/2013 publicado en el Boletín Oficial el 25-06-2013.

## Historia del territorio y ubicación
Chapadmalal originariamente fue un territorio habitado por pampas y tehuelches, pueblos indígenas atraídos por la riqueza natural y el hermoso paisaje marítimo. Fueron los primeros en asentarse en este lugar de la mano del cacique Yampilco. Chapadmalal tiene una extensión de 650 hectáreas en el partido de general Pueyrredón y la unidad se ubica en el kilómetro 34,5 de la ruta provincial interbalnearia 11.

## Construcción
En el año 1945 se firmó el decreto 9305/45 para la construcción de una ciudad balnearia en Chapadmalal, destinada a trabajadores y sus familias, con prioridad para niños, ancianos y discapacitados de todo el país.
Así comenzó la construcción de los nueve hoteles, diecinueve bungalows y el edificio de la administración, el correo y la ermita. En su construcción, participaron numerosos trabajadores y su puesta en funcionamiento hizo que la unidad turística se convirtiera en un polo laboral muy importante de la zona.

## Utilización y características del complejo
El complejo Chapadmalal, distante a sólo 40 kilómetros de la ciudad de Mar del Plata, se constituyó en lugar de veraneo de trabajadores de todo el país, que allí vieron por primera vez el mar mientras accedían a su derecho a un período anual de descanso.
Uno de los hoteles estaba especialmente destinado a contingentes de niños y niñas, que contaban con un sector de playa especialmente reservado, arribaban en grupos y permanecían quince días en el complejo.

## Turismo social en Argentina
La Unidad Turística Chapadmalal es una obra monumental que ha sido el destino de vacaciones de varias generaciones de argentinos. Su importancia radica, como lo señala la historia del turismo, en que estos complejos significaron el pasaje de un turismo sólo reservado a la clase alta de fines del siglo XIX y primera mitad del siglo XX a un turismo masivo para la clase media y un turismo social para la clase baja en la segunda mitad del siglo XX.
Simultáneamente a la construcción de la Unidad Turística Chapadmalal, se edificó otro complejo muy similar sobre las sierras de Córdoba, la Unidad Turística Embalse, en las Sierras de Córdoba en el área central de la Argentina.

## Situación actual del complejo
En el marco de las obras de puesta en valor emprendidas por el gobierno nacional encabezado por Alberto Fernández para recuperar la plena actividad de la unidad turística, se anunció que cuatro de los nueve hoteles, con un total de 1.300 plazas disponibles, estarán en condiciones de ser utilizados en la temporada de verano 2021-2022.
La segunda etapa del plan de obras, iniciada en diciembre de 2020, incluye una inversión de más de 225 millones de pesos y se centra en los hoteles 1, 2 y 6, mientras que también están previstos trabajos en el 3, a partir de financiamiento internacional, y en el 4, con fondos del Ministerio de Obras Públicas.
Actualmente, la Federación de Voleibol Argentina (FeVA) administra el Hotel N°9 de la Villa Deportiva Chapadmalal, la «Casa del Vóley», luego del convenio de concesión de esa unidad que la FeVA logró en 2016 junto al Ministerio de Turismo de la Nación.